# Acca Larentia
Pour les articles homonymes, voir Acca.
Acca Larentia est une obscure déesse chtonienne de Rome (que certains identifient à la déesse sabine Larenta ou Larunda).
Selon les légendes, Acca Larentia (ou Laurentia, ou même Larentina) est la femme du berger Faustulus, la nourrice de Romulus et Rémus et mère de douze enfants, en l'honneur desquels on aurait institué le collège des douze Frères Arvales. Selon Tite-Live, cette Acca Larentia était ce que les Romains qualifiaient de Lupa (« louve »), c'est-à-dire une courtisane ou prostituée, d'où l'allaitement légendaire de la Louve.
Selon Aulu-Gelle, Acca Larentia est simplement une prostituée que son commerce a enrichie et qui, à sa mort, lègue sa fortune à Romulus (ou au peuple romain),.

« Sous le règne de Romulus, ou bien celui d'Ancus Marcius, un jour de fête, le gardien du temple d'Hercule à Rome, invita le dieu lui-même à prendre part à un jeu de dés, à condition que le vainqueur fournirait à l'autre un repas et une belle fille. Le dieu accepta et gagna la partie ; le gardien lui offrit un repas dans le temple, et lui procura les faveurs de la plus belle fille de Rome, en ce temps-là, Acca Larentia. Lorsque Hercule la quitta, il lui conseilla, comme récompense, de se mettre au service du premier homme qu'elle rencontrerait. Cet homme fut un Étrusque, du nom de Tarutius, qui l'épousa. Tarutius était fort riche, et il ne tarda pas à mourir. Acca Larentia hérita de sa fortune, qui consistait en vaste domaines, voisins de Rome. Elle-même, à sa mort, les légua au peuple romain. Cette version de la légende a été évidemment inventée pour donner des titres juridiques à la possession de territoires revendiqués par Rome. Dans sa vieillesse, Acca Larentia disparut sans laisser de traces, au Vélabre, à l'endroit même où était enterrée l'autre Larentia, la femme de Faustulus. »

— Pierre Grimal, Dictionnaire de la mythologie grecque et romaine.
Le latin Acca est relié au proto-indo-européen *akka (« maman »),, comme le sanscrit akkā, (« mère ») et le grec Ἀκκώ, (« mère de Déméter »).
Acca Larentia est l'éponyme des Larentalia, célébrées chaque année le 23 décembre.